# 2-Méthylundécanal

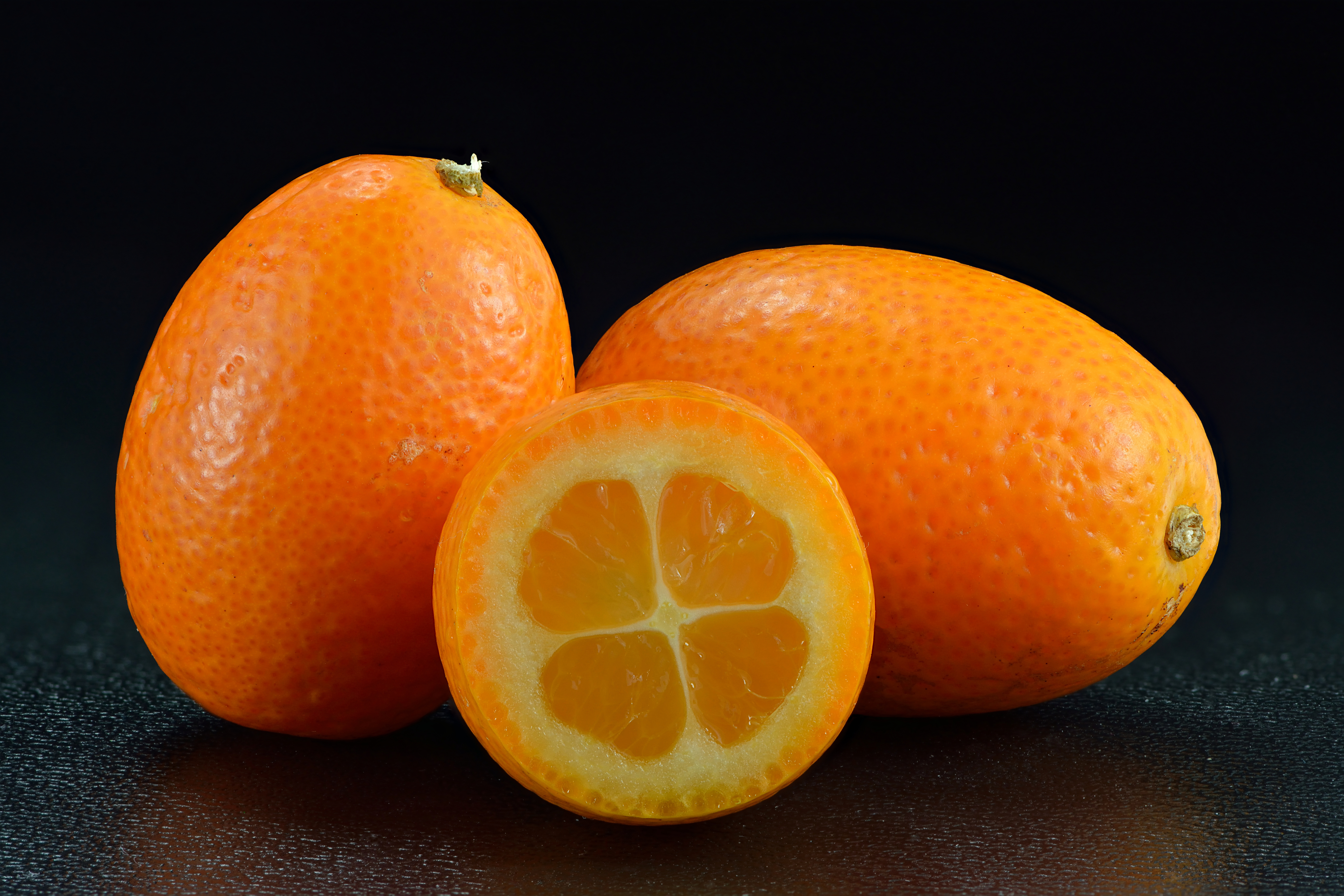
Le kumquat contient naturellement du 2-méthylundécanal

Le 2-méthylundécanal est un composé organique de formule C12H24O de la famille des aldéhydes gras. Naturellement présent dans l'huile d"écorce de kumquat, il se présente sous la forme d'un liquide incolore à jaune pâle légèrement visqueux, avec une odeur herbacée, d'orange, et d'ambre gris ce qui fait qu'il utilisé en parfumerie et dans l'industrie des détergents et des savons. À haute dilution, il a une saveur semblable à celle du miel et des noix.

## Propriétés
Le 2-méthylundécanal se présente sous la forme d'un liquide incolore à jaune pâle légèrement visqueux
très peu soluble dans l'eau mais soluble dans les solvants organiques tels que l'éther et l'éthanol. Il est combustible mais peu inflammable (point d'éclair de 68,5 °C). Il est peu à très peu volatil, mais ses vapeurs peuvent former des mélanges explosifs avec l'air lorsqu'il est chauffé au-dessus de son point d'éclair. Il présente des risques aigus ou chroniques pour la santé, et il est dangereux pour la vie aquatique.

### Chiralité
Le 2-méthylundécanal possède un carbone asymétrique, le carbone 2, et est par conséquent chiral et existe donc sous la forme de deux énantiomères.

(R)-2-Méthylundécanal (haut) et (S)-2-méthylundécanal (bas)

Les deux énantiomères ont des propriétés similaires, et des tests effectués avec un parfumeur professionnel n'ont noté qu'une légère différence de qualité et d'intensité olfactive entre les deux.

## Synthèse
La première synthèse du 2-méthylundécanal à partir de l'undécan-2-one et du chloroacétate d'éthyle fut rapportée par Auguste Darzens en 1904. Cette méthode de synthèse permettant de produire une large variété d'aldéhydes est toujours employée aujourd'hui et est connue sous le nom de réaction de Darzens. Dans le cas du 2-méthylundécanal, elle implique la conversion de l'undécan-2-one en son glycidate par réaction avec un chloroacétate d'alkyle. Le glycidate subit ensuite une saponification suivie d'une décarboxylation :
CH3(CH2)8C(O)CH3 + ClCH2CO2R → CH3(CH2)8CH(CH3)OCH(CO2R) + HCl
CH3(CH2)8CCH3OCCO2R + H2O → CH3(CH2)8CH(CH3)CHO + CO2 + ROH
Une seconde méthode de synthèse du 2-méthylundecanal part du dec-1-éne qui est hydroformylé en undécanal. Ce dernier est ensuite converti en 2-méthylèneundécanal en le faisant réagir avec le formaldéhyde en présence de base ; cette conversion un rendement supérieur à 50 %. Enfin, la double liaison du 2-méthylèneundécanal est hydrogénée pour donner le 2-méthylundécanal, qui doit être séparé des sous-produits par distillation fractionnée.
CH3(CH2)7CH2=CH2 + H2 + CO → CH3(CH2)10CHO
CH3(CH2)10CHO + HCHO → CH3(CH2)8C(CH2)CHO + H2O
CH3(CH2)8C(CH2)CHO + H2 → CH3(CH2)8CH(CH3)CHO
Il est également possible de synthétiser un énantiomère voulu avec une grande pureté énantiomérique par la méthode d'hydrazone SAMP/RAMP (en). Ce procédé part d'un aldéhyde achiral qui est ensuite converti en hydrazone de SAMP ou RAMP équivalent, en utilisant respectivement la (S)-1-amino-2-méthoxymethylpyrrolidine (SAMP) ou la (R)-1-amino-2-méthoxyméthylpyrrolidine (RAMP) comme auxiliaire chiral. L'hydrazone chirale ainsi formée est ensuite métalée par le diisopropylamidure de lithium (LDA) puis alkylée par du sulfate de diméthyle en léger excès, alkylation dont l'orientation dépendra de celle du groupe méthoxyméthylpyrrolidine attaché.

## Applications
Le 2-méthylundécanal est largement utilisé comme élément de parfum dans les savons et les détergents ainsi que dans l'industrie de la parfumerie  pour donner des notes de conifère, de sapin en particulier, mais il est également utilisé dans des compositions « fantasy ». Le 2-méthylundécanal est également le premier composé synthétique à être utilisé dans un parfum de luxe, le Chanel No. 5.